# Pyx Lax
Pyx Lax (греч. Πυξ Λαξ; от древнегреческого выражения «Pyx lax dontax» — пинками и кулаками) — греческая рок-группа, игравшая в стиле фолк-рок. Была создана в 1989 году в Афинах (Греция). Основатели: Филиппос Плиацикас (р. 1967), Бабис Стокас (р. 1968), Манос Ксидус (1953—2010).
Уже в первом альбоме можно проследить довольно интересный саунд группы, хотя она и тяготела к традиционному поп- и рок-звучанию. Альбом 1993 года «O ilios tou heimona me melagholei» (Зимнее солнце в депрессии или Зимнее солнце печалит меня) приносит группе первый ощутимый успех. В 1994 г. выходит четвёртый по счету альбом группы «Gia tous prigkipes tis ditikis ohthis» (Для принцев западного побережья). Затем последовал десятилетний умопомрачительный триумф группы по всей Греции. Группа выпустила более 15 альбомов, многие из которых стали платиновыми. Расформирована в сентябре 2004 г. (Филиппос Плиацикас продолжил сольную карьеру), причины распада до конца не ясны. Интересно, что из всех музыкантов группы только Плиацикас добился в дальнейшем настоящего успеха, хотя остальные члены команды обладали не меньшими музыкальными талантами, например, Бабис Стокас — основной вокалист первых трех альбомов коллектива, является одним из самых сильных вокалистов Греции. Стиль Pyx Lax можно охарактеризовать как фолк-рок, но на самом деле он чрезвычайно разнообразен — от греческого рембетика до панк-рока, от рок-баллад до поп-хитов. Была известна не только в Греции, но так же и за её пределами.
В апреле 2010 года от сердечного приступа скончался Манос Ксидус, бывший идеологом «Лакса» на протяжении всей карьеры коллектива. Чтобы почтить его память, Pyx Lax воссоединились в 2011 году и дали несколько концертов на территории Греции, в том числе на Афинском Олимпийском стадионе. Эти концерты были названы событием года в музыкальной жизни страны.
В 2018 году легендарный коллектив выпустил новый альбом «Один день до зимы», приуроченный к грядущему тридцатилетию. Дана серия концертов в Греции и на Кипре.

## Дискография
- Τί άλλο να πεις πιο απλά (1990)
- Ζόρικοι καιροί (1991)
- Ο ήλιος του χειμώνα με μελαγχολεί (1993)
- Για τους πρίγκηπες της δυτικής όχθης (1994)
- Ο μπάμπουλας τραγουδάει μόνος τις νύχτες (1996)
- Νυχτερινός περίπατος στην ιερά οδό (1997)
- Ζωντανή ηχογράφηση στην ιερά οδό (1997)
- Παίξε παλιάτσο τα τραγούδια σου τελειώνουν (1997)
- Πυξ Λαξ (1998)
- Στιλβη (1998)
- Άσε την εικόνα να μιλάει (1999)
- Νετρίνο (1999)
- Υπάρχουν Χρυσόψαρα Εδώ; (1999)
- Τα δοκάρια στο γρασίδι περιμένουν τα παιδιά (2001)
- Από εδώ κι από κει (2002)
- Χαρούμενοι στην πόλη των τρελών (2003)
- Τέλος (2004)
- Imoun ki ego ekei (Live, 2011)
- Mia mera prin to himona (2018)

### DVD
- Flamingo (2002)
- Σαν ένας πίνακας που έμεινε στη μέση (2003)
- Τέλος (2004)
- Mia Mera Prin Ton Xeimona (2018)